# Bob Fosko
Pour les articles homonymes, voir Timmers.
Bob Fosko, pseudonyme de Geert Timmers (né le 4 octobre 1955 à Baarn et décédé le 28 février 2020 à Amsterdam) est un musicien, parolier, acteur, critique, producteur, animateur et réalisateur de programmes néerlandais.

## Biographie
Le choix du nom de scène « Fosko » est inspiré par les pseudonymes que Wim T. Schippers avait trouvés pour les acteurs de sa série télévisée Het is zo laat weer! Ils ont tous reçu des noms de famille qui rappelaient des marques de chocolat néerlandais, comme « Boy Bensdorp », « Karlheinz Lindt », « Ada Blooker », « Waldo van Dungen » et « Thea Venz ». « Fosko » était un autre nom bien connu, grâce à la boisson chocolatée de marque Fosco (nl), datant d'avant la Seconde Guerre mondiale. Cette « délicieuse boisson non alcoolisée », comme le vantait le fabricant Fosco dans ses publicités de l'époque, était si populaire que le nom de marque « Fosco » devient synonyme de toute boisson chocolatée.
Au début de 2019, Timmers apprend qu'il est atteint d'un cancer de l'œsophage incurable. Néanmoins, il effectue ensuite une tournée d'adieu — déjà prévue — avec le groupe De Raggende Manne (nl). Lors de l'émission Pauw (nl) du 18 juin 2019, il chante, avec sa fille Ella, sa chanson Het Klopt, qui raconte implicitement sa fin imminente. Le 28 février 2020, il décède des suites de sa maladie.

### Hakkûhbar
Entre-temps, en 1996, Fosko, Ruben van der Meer, Bart Vleming, Ad de Feyter et Ewart van der Horst (nl) obtiennent un succès avec la chanson happy hardcore Gabbertje (nl) sous le nom de Hakkûhbar, qui ne leur rapporte cependant rien parce que la musique de l'émission jeunesse Swiebertje de la NCRV est utilisée. On a prétendu qu'à cause de cette parodie de la scène du gabber, la hype du gabber est jugée si puérile qu'elle est morte de sa belle mort.
Les réalisateurs Benjamin Landshoff et Martin Koolhoven réalisent plusieurs clips musicaux pour Hakkûhbar, dans lesquels les enfants de Fosko incarnent des gabbers convaincants. Un film intitulé Vet Heftig (également réalisé par Koolhoven) sort en 1997. En 2004, le film sort en DVD.

### De Parade
Lors du célèbre événement estival De Parade (nl), il se produit à plusieurs reprises avec des formations occasionnelles. En 2004, il se produit avec le groupe de Corrie van Binsbergen (nl), Corrie en de Grote Brokken, dans un programme mêlant pop progressif, jazz et poésie. Mais aussi, par exemple, dans le programme Music to Vomit avec Hans van den Burg et Beatrice van der Poel, et à deux reprises dans le programme Nog Meer Rottigheid avec Pierre van Duijl (nl) et Maarten van Roozendaal (nl). Cette émission reçoit en 2006 le prix De Mus, qui récompense la meilleure prestation dans le cadre de De Parade.

### Politique
Mécontent de ce qu'il considère comme l'absence de cœur de la politique néerlandaise et du consumérisme, il écrit un certain nombre de chansons de campagne pour le PS avec Karel Glastra van Loon, Jan-Paul van der Meij, Wouter Planteijdt et d'autres. En 2004, il enregistre Een mens is méér avec Nico Brandsen, sur des paroles de Karel Glastra van Loon. Plus tard, il enregistre Stuur een waakhond naar Brussel à l'occasion des élections du Parlement européen, Driewerf NEE à la Constitution européenne, et Hotel Verdonk contre le prétendu manque d'empathie de la ministre Rita Verdonk. Pour les élections parlementaires de novembre 2006, Fosko, avec ses accompagnateurs habituels Jan et Alleman, chante la chanson NU SP sur des paroles de Jan Boerstoel. Cette chanson fait également l'objet d'un clip avec des séquences autour de la SoeP-mobile de Joep van Lieshout, une énorme tomate à viande en polyester sur roues, à partir de laquelle Fosko a distribué une soupe à la tomate basée sur une recette de Johannes van Dam aux passants d"un Dappermarkt à Amsterdam.
Le 14 décembre 2019, Bob Fosko reçoit la Gouden Tomaat (Tomate d'or), la plus haute distinction du PS, lors du congrès du PS pour son soutien musical au parti. Il  enregistrera pour cette occasion la chanson Ik ga door!.

### Carrière télévisée
Il fait notamment plusieurs apparitions dans des films de Martin Koolhoven, avec qui il était ami.
En octobre 2020, NTR diffuse un documentaire sur sa dernière année de vie, intitulé Fosko ! Making Something Makes You Happy, dans lequel le réalisateur Eric Blom et la productrice Monique van Welzen se sont entretenus avec « l'acteur, le musicien, l'écrivain, l'activiste, le père, le grand-père, l'ami, l'artiste visuel, le trompettiste et le spécialiste du croquet Bob Fosko ».